# Gwladys Nocera
Gwladys Nocera, née le 22 mai 1975 à Moulins, est une golfeuse française.
Ayant évolué sur le Tour européen féminin, elle a remporté 14 tournois en tant que golfeuse professionnelle et, au niveau mondial, elle était 62e au Rolex Rankings à fin 2014 et 47e après sa victoire au Lalla Meryem Cup le 29 mars 2015.

## Biographie

### Les débuts
Dans le monde amateur féminin français d'alors, elle remporte les titres de championne du monde par équipes en 2000 et de championne d'Europe par équipes en 1999 (en étant capitaine de l'équipe de France). Elle termine vice-championne de France en 2002.

### Carrière professionnelle
En 2005, elle échoue trois fois à la seconde place d'un tournoi, finissant à sept reprises dans le Top 10. Elle termine ainsi la saison à la quatrième place du classement du mérite européen. Ses bons résultats lui ont également assurés une place dans l'équipe européenne de Solheim Cup. Lors de celle-ci, elle perd un double avec Ludivine Kreutz et remporte son simple face à Cristie Kerr.
Lors de l'année 2006, elle remporte ses premières victoires sur le circuit européen, lors du Deutsche Bank Ladies Swiss Open, puis le BMW Ladies Italian Open et enfin le Catalonia Ladies Masters. Sur les 17 tournois disputés, elle termine à onze reprises dans le Top 10 et ajoute trois autres places dans le Top 20. Après avoir mené une partie de la saison le classement de la money list européen, elle termine seconde derrière Laura Davies.
La saison suivante, elle conforte sa position parmi les meilleures joueuses du circuit européen en remportant deux nouveaux tournois, le KLM Ladies Open aux Pays-Bas puis l'avant dernier tournoi de la saison avec le EMAAR-MGF Ladies Masters à Bangalore en Inde. Ces deux victoires sont obtenues devant sa compatriote Virginie Lagoutte-Clément. Elle obtient également sa deuxième participation pour la Solheim Cup où elle termine avec un bilan de 1 victoire, 2 défaites et un nul. Elle finit de nouveau la saison sur le podium du classement européen avec une troisième place.
En 2008, elle remporte l'Open d'Écosse, puis l'ABN AMRO Open et l'AMR AMRO Ladies Open. En septembre, elle établit, avec 29 coups sous le par lors du Göteborg Masters, le score le plus bas de l'histoire du circuit européen. Cela lui octroie sa quatrième victoire de la saison, suivie quinze jours plus tard de sa cinquième lors du Madrid Ladies Masters. Cette dernière victoire lui permet de repasser devant la Suédoise Helen Alfredsson en tête du classement européen. Le forfait de la Suédoise lors du dernier tournoi lui assure la victoire à l'ordre du Mérite européen. Ce trophée est également accompagné du titre de Player of the Year, titre désigné par un vote des membres du circuit. Cependant, ses résultats dans les tournois importants sont décevants : elle termine à la 41e place lors de l'Evian Masters et la 64e place de l'Open britannique.
En 2009, elle participe une nouvelle fois à la Solheim Cup où elle termine avec un bilan de 3 victoires et un nul.
En 2013, elle renoue avec la victoire en remportant 2 tournois du Tour européen. Elle finit l'année au 4e rang de l'ordre du mérite européen.
En 2014, elle remporte l'avant-dernier tournoi de la saison, en Inde (Hero Women's Indian Open), et finit au 2e rang de l'ordre du mérite européen.
En 2016 elle participe aux Jeux Olympiques de Rio où elle termine 36eme.
En avril 2018, elle décide de mettre fin à sa carrière et entame à présent une nouvelle carrière dans le coaching.
En 2019, elle occupe le rôle d'helper dans l'équipe européenne.